# (74244) 1998 SS57
(74244) 1998 SS57 – planetoida z pasa głównego asteroid okrążająca Słońce w ciągu 4,21 lat w średniej odległości 2,6 j.a. Odkryta 17 września 1998 roku.